# Radio Rumbo
Radio Rumbo es una emisora radial de carácter comunitario, que origina su señal desde el municipio de Soacha, Cundinamarca (Colombia) en la frecuencia 107.4 FM de acuerdo con la Resolución n.º 3200 del 25 de junio de 1997. Este proyecto surge como una iniciativa conjunta de la comunidad soachuna. Su primera emisión se dio el 9 de febrero de 1997, con una viva programación musical y de diversos programas hechos especialmente por jóvenes.
Hoy en día, Radio Rumbo se consolida con una de las emisoras más escuchadas en Cundinamarca, y una de las de mayor aceptación en la Sabana de Bogotá. Cuenta con una programación de 24 horas, compuesta por espacios informativos, musicales, temáticos y de interés público, todos ellos tomando como punto de partida las preocupaciones, iniciativas, y ejemplos sociales de las comunidades que componen los municipios de Soacha, Sibaté, Mosquera, Bojacá, Tenjo, Tabio, y las Localidades de Bogotá a donde llega su señal.
Anteriormente la emisora se podía escuchar en La Calera, Sopó, Cajicá y Zipaquirá, pero debido a la Proyección de una emisora para Zipaquirá, cuyo cubrimiento es Sabana Centro y parte Nororiental de Bogotá, se decide poner en funcionamiento el 7 de diciembre de 1998 la Emisora Catedral Stereo FM 107.4 emitiendo la señal desde Zipaquirá y desde ahí Radio Rumbo ya no cubre la parte Norte de la provincia de Sabana Centro. Y desde 2022 dejó de tener cubrimiento en Chía, Cota y Funza, debido a que se pone en funcionamiento una emisora para Cota, denominada Majuy Stereo 107.4, por esta razón la Emisora ya no cubre Sabana Centro.  Ahora se emite en la provincia de Soacha donde también hace parte Sibaté.

## Rostros
- Alex Vera

## Evolución Logotipos
A lo largo de los años, Radio Rumbo ha manejado diferentes logotipos: